# USS Loggerhead (SS-374)
USS Loggerhead (SS/AGSS-374) là một  tàu ngầm lớp Balao được Hải quân Hoa Kỳ chế tạo trong Chiến tranh Thế giới thứ hai. Nó là chiếc tàu chiến duy nhất của Hải quân Hoa Kỳ được đặt cái tên này, theo tên loài rùa quản đồng. Nó đã phục vụ trong giai đoạn kết thúc của Thế Chiến II, chỉ kịp hoàn tất một chuyến tuần tra duy nhất, rồi được cho ngừng hoạt động sau khi xung đột chấm dứt vào năm 1946. Con được huy động trở lại vào năm 1960 để hoạt động ngoài biên chế như một tàu huấn luyện trong giai đoạn Chiến tranh Lạnh, được xếp lại lớp thành "tàu ngầm phụ trợ" AGSS-374, cho đến khi ngừng hoạt động vào năm 1967 và tháo dỡ vào năm 1969.

## Thiết kế và chế tạo
Thiết kế của lớp Balao được cải tiến dựa trên  tàu ngầm lớp Gato dẫn trước, là một kiểu tàu ngầm hạm đội có tốc độ trên mặt nước cao, tầm hoạt động xa và vũ khí mạnh để tháp tùng hạm đội chiến trận. Khác biệt chính so với lớp Gato là ở cấu trúc lườn chịu áp lực bên trong dày hơn, và sử dụng thép có độ đàn hồi cao (HTS: High-Tensile Steel), cho phép lặn sâu hơn đến 400 ft (120 m). Con tàu dài 311 ft 9 in (95,02 m) và có trọng lượng choán nước 1.526 tấn Anh (1.550 t) khi nổi và 2.424 tấn Anh (2.463 t) khi lặn. Chúng trang bị động cơ diesel dẫn động máy phát điện để cung cấp điện năng cho bốn động cơ điện, đạt được công suất 5.400 shp (4.000 kW) khi nổi và 2.740 shp (2.040 kW) khi lặn, cho phép đạt tốc độ tối đa 20,25 hải lý trên giờ (37,50 km/h) và 8,75 hải lý trên giờ (16,21 km/h) tương ứng. Tầm xa hoạt động là 11.000 hải lý (20.000 km) khi đi trên mặt nước ở tốc độ 10 hải lý trên giờ (19 km/h) và có thể hoạt động kéo dài đến 75 ngày.
Tương tự như lớp Gato dẫn trước, lớp Balao được trang bị mười ống phóng ngư lôi 21 in (530 mm), gồm sáu ống trước mũi và bốn ống phía phía đuôi tàu, chúng mang theo tối đa 24 quả ngư lôi. Vũ khí trên boong tàu gồm một hải pháo 4 inch/50 caliber, một khẩu pháo phòng không Bofors 40 mm nòng đơn và một khẩu đội Oerlikon 20 mm nòng đôi, kèm theo hai súng máy .50 caliber. Trên tháp chỉ huy, ngoài hai kính tiềm vọng, nó còn trang bị ăn-ten radar SD phòng không và SJ dò tìm mặt biển. Tiện nghi cho thủy thủ đoàn bao gồm điều hòa không khí, thực phẩm trữ lạnh, máy lọc nước, máy giặt và giường ngủ cho hầu hết mọi người, giúp họ chịu đựng cái nóng nhiệt đới tại Thái Bình Dương cùng những chuyến tuần tra kéo dài đến hai tháng rưỡi.
Loggerhead được đặt lườn tại xưởng tàu của hãng Manitowoc Shipbuilding Company ở Manitowoc, Wisconsin vào ngày 1 tháng 4, 1944. Nó được hạ thủy vào ngày 13 tháng 8, 1944, được đỡ đầu bởi bà Barbara Fox, và được cho nhập biên chế cùng Hải quân Hoa Kỳ vào ngày 9 tháng 2, 1945 dưới quyền chỉ huy của Hạm trưởng, Trung tá Hải quân Ralph Marion Metcalf.

## Lịch sử hoạt động

### 1945
Sau khi hoàn tất việc chạy thử máy huấn luyện tại hồ Michigan, Loggerhead lên đường vào ngày 1 tháng 3, 1945, đi ngang qua Chicago để đến Lockport, Illinois, nơi nó được đưa lên một ụ nổi và được kéo đi dọc theo sông Mississippi, đi đến New Orleans, Louisiana, vào ngày 7 tháng 3. Nó khởi hành năm ngày sau đó để đi sang khu vực Thái Bình Dương, đi đến Trân Châu Cảng vào ngày 8 tháng 4.
Khởi hành từ vùng biển Hawaii cho chuyến tuần tra đầu tiên trong chiến tranh vào ngày 15 tháng 5, Loggerhead đi ngang qua Saipan để đi đến khu vực tuần tra tại eo biển Luzon và biển Đông. Nó đang tuần tra dọc bờ biển phía Đông đảo Hải Nam vào ngày 11 tháng 6, khi nó bắt gặp một tàu bệnh viện, và đã để cho chiếc tàu Nhật Bản di chuyển an toàn. Ba ngày sau đó, nó bắn phá và gây hư hại nặng cho một trạm radar trên đảo Wenwei Zhou (Gap Rock) thuộc quần đảo Vạn Sơn về phía Nam Hong Kong. Sau một chặng dừng ngắn tai căn cứ vịnh Subic, Philippines vào ngày 1 tháng 7 để tiếp nhiên liệu, nó dành phần lớn thời gian cho nhiệm vụ tìm kiếm và giải cứu về phía Nam Hong Kong.
Vào ngày 13 tháng 7, trên đường quay trở về căn cứ tại Australia, Loggerhead đã phóng năm quả ngư lôi vào tàu bè đối phương trong eo biển Semarang, Java. Nó băng qua eo biển Lombok giữa Bali và Lombok Island vào ngày hôm sau, khi các khẩu đội pháo bờ biển đối phương bất ngờ nả pháo nhắm vào nó. Chiếc tàu ngầm đã cơ động né tránh mà không bị bắn trúng, và về đến căn cứ Fremantle, Australia vào ngày 19 tháng 7.
Loggerhead xuất phát từ Fremantle được hai ngày cho chuyến tuần tra tiếp theo hướng sang vịnh Thái Lan, khi Nhật Bản chấp nhận đầu hàng vào ngày 15 tháng 8, giúp chấm dứt vĩnh viễn cuộc xung đột. Nó đi đến vịnh Subic vào ngày 22 tháng 8, rồi lên đường vào ngày 31 tháng 8 cho hành trình quay trở về Hoa Kỳ ngang qua Trân Châu Cảng, về đến San Francisco, California vào ngày 22 tháng 9. Loggerhead được cho xuất biên chế vào ngày 16 tháng 6, 1946, và được đưa về Hạm đội Dự bị Thái Bình Dương.

### 1960 - 1967
Vào năm 1960, Loggerhead được đưa ra khỏi thành phần dự bị để sử dụng như một tàu huấn luyện cho nhân sự Hải quân Dự bị Hoa Kỳ tại Portland, Oregon. Đến tháng 12, 1962, nó được xếp lại lớp như một "tàu ngầm phụ trợ" và mang ký hiệu lườn mới AGSS-374, nhưng vẫn tiếp tục được sử dụng như một tàu huấn luyện dự bị tại Portland cho đến khi nó được thay thế bởi chiếc Rasher (SS-269). Được rút tên khỏi danh sách Đăng bạ Hải quân vào ngày 30 tháng 6, 1967, con tàu bị bán để tháo dỡ vào ngày 24 tháng 8, 1969.

## Phần thưởng
Nguồn: Navsource Naval History
|  |  |  |

| Huân chương Chiến dịch Hoa Kỳ | Huân chương Chiến dịch Châu Á-Thái Bình Dương | Huân chương Chiến thắng Thế Chiến II |